# Fleisch ist mein Gemüse (Roman)
Fleisch ist mein Gemüse ist ein 2004 erschienener autobiografischer Roman von Heinz Strunk, der von seiner Zeit als Musiker in einer Tanzkapelle erzählt.

## Handlung
Obwohl schon auf die 30 zugehend, lebt Heinz Strunk immer noch bei seiner an einer schizo-affektiven Psychose erkrankten Mutter in Hamburg-Harburg. Er leidet an starker Akne, hat bei Mädchen wenig Erfolg, spielt aber ausgezeichnet Querflöte und Saxophon. Nachdem er bei der Bundeswehr als untauglich ausgemustert worden ist und sich für ein Studium nicht entscheiden konnte, schlägt er sich als erfolgloser Musikproduzent und mit gelegentlichen Auftritten als Musiker durch. Über einen Freund stößt er zur Tanzkapelle Tiffanys, die mit deutschen und internationalen Schlagern der 1970er und 1980er Jahre auf verschiedenen Familien- und Vereinsfesten des dörflichen Umlands von Lüneburg und Hamburg auftritt. Nur widerwillig akzeptiert der Ich-Erzähler, der von seinen Musikerkollegen „Heinzer“ genannt wird, das bierselige Treiben vor der Bühne. Dabei beschreibt er die Ausfälle und Peinlichkeiten der Veranstalter und anwesenden Gäste, nimmt die Schwächen seiner Bandmitglieder aufs Korn und reflektiert seine eigenen Macken und Minderwertigkeitskomplexe.
Nachdem seine Mutter einen psychischen Rückfall erlitten, sich aus dem Fenster gestürzt hat und daraufhin in die Geriatrie verlegt worden ist, lebt Heinzer alleine in ihrem kleinen Reihenhaus, dem Zwergenhaus. Er verfällt zunehmend der Alkoholsucht und dem Automatenglücksspiel. Als ihm sein Arzt rät, weniger Alkohol zu trinken, beherzigt er dies zwar zunächst, verfällt später jedoch bald wieder der Sucht. Der Tod seiner Mutter trifft mit seinem Ausscheiden bei Tiffanys zusammen, die sich für ihn über zwölf Jahre lang von einem Gelegenheitsjob zur Haupteinnahmequelle entwickelt hatten.

## Hintergrund
Strunks damalige Freundin riet ihm, ein Buch zu schreiben. Bevor Strunk den Roman an Verlage schickte, gab er ihn Blumfeld-Sänger Jochen Distelmeyer zu lesen. Dieser riet ihm von einer Nebenhandlung ab, die Strunks Engagements in Schlagerbands thematisierte. Der Arbeitstitel des Romans lautete Tiffanys. Der Titel Fleisch ist mein Gemüse stammt vom Verlag. Bei der Aussprache des Romantitels wird häufig das Wort „Gemüse“ betont, in der Hörbuchfassung betont Strunk das Wort „Fleisch“.
Sowohl Strunks Engagement bei der Tanzkapelle Tiffanys (originale Schreibweise: Tiffany’s) als auch seine Arbeit als Musikproduzent und seine Spielsucht basieren auf realen Gegebenheiten. Die Figur des Bandleaders Gurki basiert auf Godehardt Schönherr. Er verwendete nach Erscheinen des Romans den Künstlernamen Gurki (das Original).
Die Figur der Sängerin Anja, die der Protagonist zu Aufnahmesessions in sein Heimstudio einlädt und mit Hackgerichten bekocht, basiert auf Anja Krenz, mit der Strunk unter seinem bürgerlichen Namen Mathias Halfpape 1989 das Album Paradise is Far Away unter dem Duonamen Dis Noir aufnahm. Krenz war 1995 auf der Single F…! Chirac zu hören, die Markus Lanz unter dem Namen Le camembert radioactif aus Protest gegen die französischen Kernwaffentests auf Mururoa produzierte und ohne Genehmigung auf Radio Hamburg spielte, woraufhin er entlassen wurde. Krenz arbeitet als Verkehrsredakteurin beim Radiosender NDR 90,3. In der Verfilmung des Buchs singt sie das Stück Tonight. Strunk beschreibt die Figur einer Sängerin, die zur Verkehrsansagerin wird, in der Erzählung Verkehrsfunk, die 2018 im Band Das Teemännchen erschien.

## Rezeption
Laut Strunk wurde das Buch ein Bestseller, nachdem er im November 2004 einen Auszug bei TV total vorgelesen hatte. Er hatte durch seine Kontakte zum Fernsehsender Viva einen Auftritt bei Stefan Raabs Sendung bekommen. Bis Februar 2012 verkaufte sich das Buch über 400.000 Mal.

### Verfilmung
Der Roman wurde 2008 von Christian Görlitz verfilmt.

### Bühnenfassungen
2005 inszenierten Studio Braun den Roman als Operette unter dem Titel Phönix – Wem gehört das Licht? am Hamburger Schauspielhaus. 2012 inszenierten sie den Roman dort noch einmal als Fleisch ist mein Gemüse.
2010 vergab Strunk die Aufführungsrechte zu einer Bühnenfassung des Romans an das Staatstheater Braunschweig. Unter der musikalischen Leitung von Christian Eitner, Chef der Braunschweiger Band Jazzkantine, entstand ein Schauspiel mit viel Musik. Premiere des Stücks war am 8. April 2011 im Kleinen Haus des Staatstheaters Braunschweig in der Inszenierung von Christian Doll. Auch in der Saison 2011/2012 war das Stück in Braunschweig zu sehen.

## Ausgabe
- Heinz Strunk: Fleisch ist mein Gemüse, eine Landjugend mit Musik. Rowohlt Taschenbuch, Reinbek bei Hamburg 2004, ISBN 978-3-499-23711-9.